# Steffan Danielsen
Steffan Danielsen (Johan Steffan) (3 septembre 1922 à Nólsoy, îles Féroé - 28 mai 1976 à Tórshavn, îles Féroé) était un artiste-peintre féroïen.
Steffan Danielsen, qui était autodidacte, trouva la plupart des thèmes pour ses peintures dans son village de Nólsoy et dans toute l'île du même nom. Dans son travail, Steffan Danielsen restitue l'atmosphère originelle et véritable de l'île.
Bárður Jákupsson compare Danielsen - dans son livre Færøernes billedkunst (Arts visuels aux îles Féroé) - avec le peintre classique Sámal Joensen Mikines, qui lui aussi vécut sur une petite île de l'archipel: Mykines. Les deux îles accueillent les plus importantes colonies d'oiseaux de l’archipel et ne comportent chacune qu'un seul village. Contrairement à l'homme du Monde qu'était Mikines, Danielsen ne sortit de l'archipel qu'une seule fois, en 1951-1956, au Danemark. A l'Ólavsøka de 1952, il obtint sa première exposition.
Steffan Danielsen a décrit son île d'origine dans ses toiles jusque dans les moindres détails, sous toutes les perspectives imaginables, que ce soit depuis un bateau en mer, un promontoire rocheux ou la fenêtre de sa cuisine. Sous chaque lumière, par soleil ou temps de pluie, par neige ou brouillard. Son œuvre donne une impression de profonde véracité, d'une perception aigüe des lieux. Ses paysages sont souvent de soigneux dégradés de gris. Les nuances de couleurs lui sont un moyen précieux pour exprimer la sensibilité des lieux.

## Littérature
- Jákupsson, B.: Danielsen : listamaðurin úr Nólsoy 1922-1976. Listafelag Føroya, 1981.
- Jákupsson, B.:  Færøernes billedkunst. Hjørring : Atlantia, 2000.

## Liens
- Art.fo - Musée d'art des îles Féroé (anglais, danois et féroïen)
- Faroeartstamps.fo